# Шиндиси (Горийский муниципалитет)
Шиндиси (груз. შინდისი) — деревня в Горийском муниципалитете Грузии.
Расположена на южных склонах Большого Кавказского хребта в 760 метрах над уровнем моря, правом берегу реки Большая Лиахви, в 20 км от Гори. У села находится железнодорожная станция Шиндиси (ветка Тбилиси-Никози).
Согласно переписи населения 2014 года в деревне проживает 2667 человека.

## История
Во время российско-грузинской войны в 2008 году в окрестностях Шиндиси проходили военные столкновения российских и грузинских соединений. Около станции сооружен мемориал погибшим грузинским военнослужащим, с 2014 года возводится храм.
В местной сельской школе в советское время трудилась преподавательница грузинского языка и литературы Герой Социалистического Труда, депутат Верховного Совета Грузинской ССР Надежда Ражденовна Самниашвили.

## Достопримечательности
Оборонительные сооружения конца XVIII века, в настоящее время в значительной степени разрушены.

## Известные жители
Мери Накашидзе